# Stenocercus crassicaudatus
Espèce
Synonymes
- Scelotrema crassicaudatum Tschudi, 1845
- Urocentrum meyeri Werner, 1900
- Stenocercus ervingi Stejneger, 1913

Statut de conservation UICN

 LC  : Préoccupation mineure
Stenocercus crassicaudatus est une espèce de sauriens de la famille des Tropiduridae.

## Répartition et habitat
Cette espèce est endémique de la région de Cuzco au Pérou,. On la trouve entre 1 060 et 2 500 m d'altitude. Elle vit dans la forêt tropicale humide de montagne.

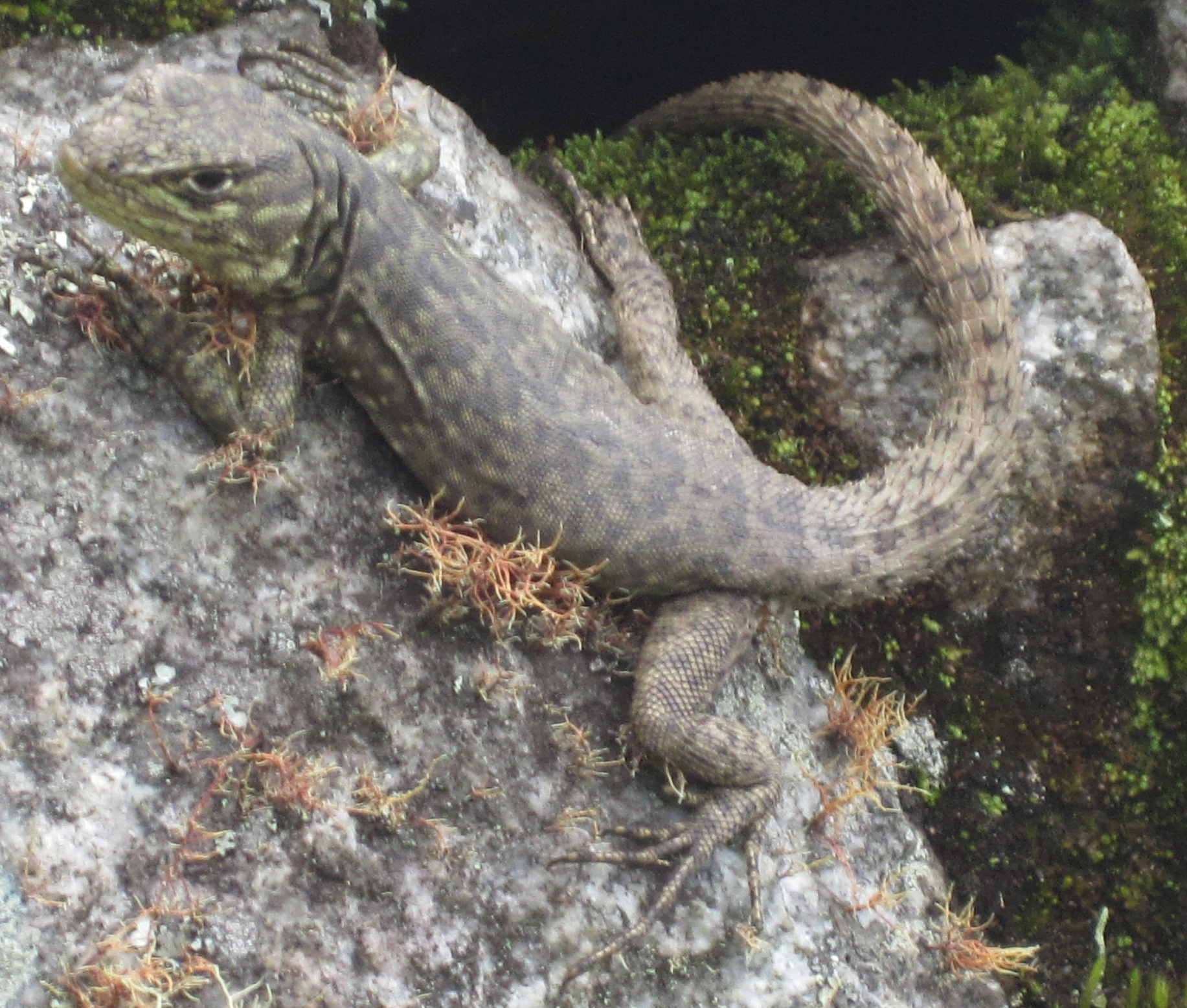

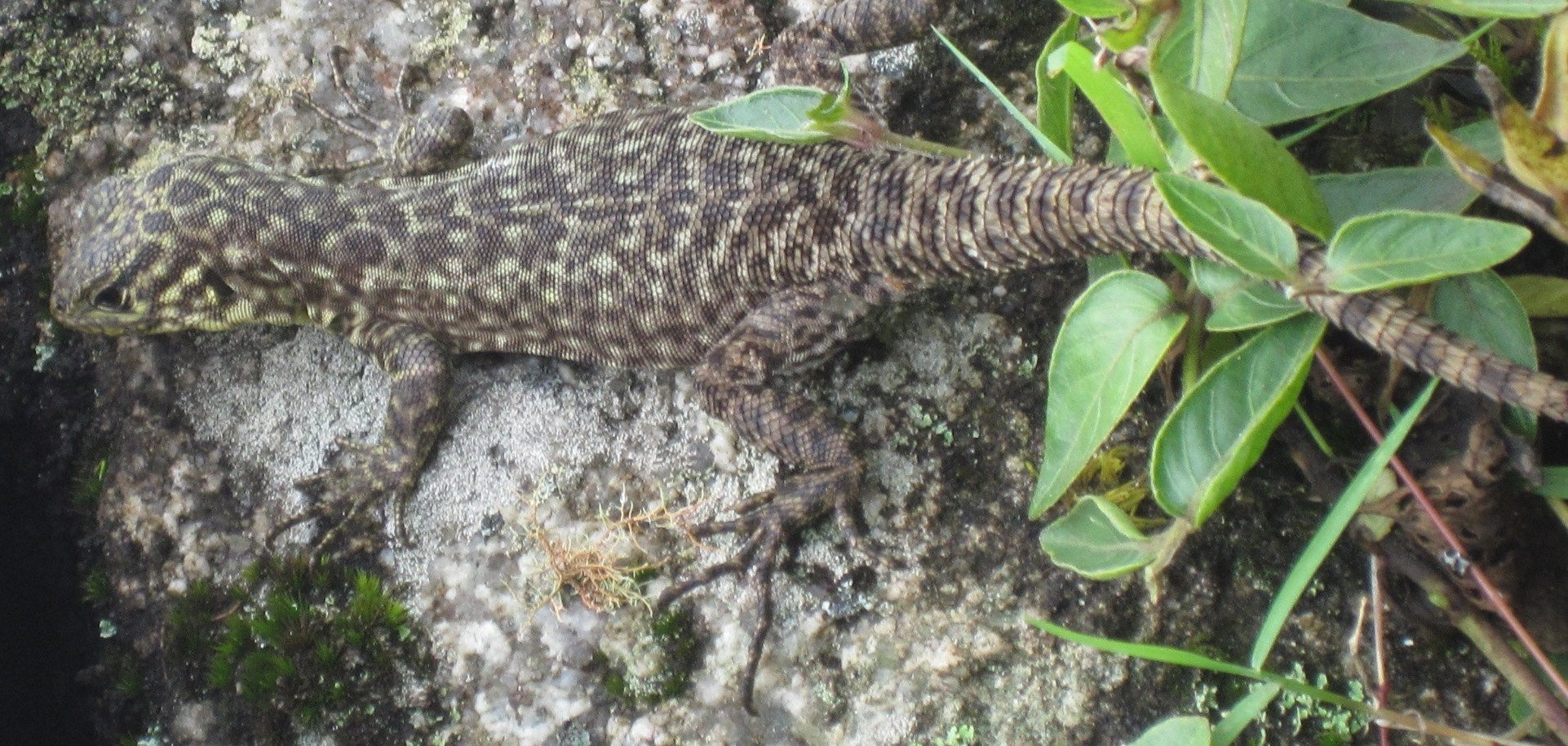

## Publication originale
- Tschudi, 1845 : Reptilium conspectus quae in Republica Peruana reperiuntur et pleraque observata vel collecta sunt in itinere. Archiv für Naturgeschichte, vol. 11, n. 1, p. 150-170 (texte intégral).